# Опрыскиватель

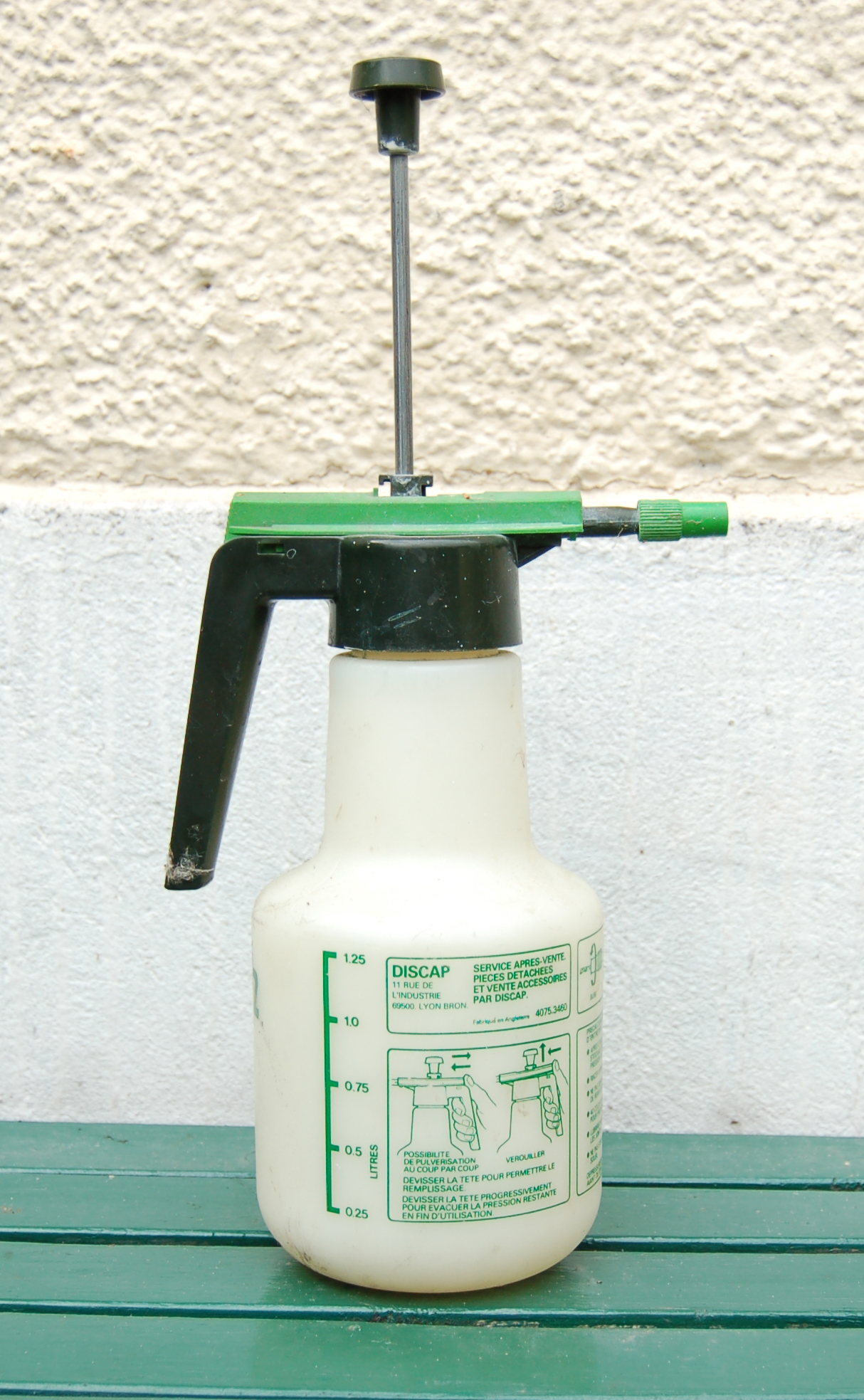
Садовый опрыскиватель.

Опрыскиватель (иногда спринклер, от англ. sprinkler) — инструмент, обычно применяется в сельском хозяйстве для того, чтобы опрыскивать водой или другой жидкостью почву, которая имеет недостаточно влаги. В результате опрыскивания улучшается наполнение корней растений влагой и питательными веществами, снижается температура приземного слоя воздуха и увеличивается его влажность. 

Опрыскиватели бывают стационарные, ручные и тракторные.

## Применение
Опрыскиватели могут использоваться для бытового, промышленного и сельскохозяйственного использования.
Орошение с помощью опрыскивателя — это метод подачи воды, который контролирует человек. Вода распределяется через сеть, которая может состоять из насосов, клапанов, труб и разбрызгивателей. При разбрызгивании вода напоминает дождь.
Опрыскиватели в быту используются для охлаждения и для уменьшения количества пыли в воздухе.
Опрыскиватели в быту также могут называть оросителями, дождевалками и разбрызгивателями.

### Промышленные опрыскиватели

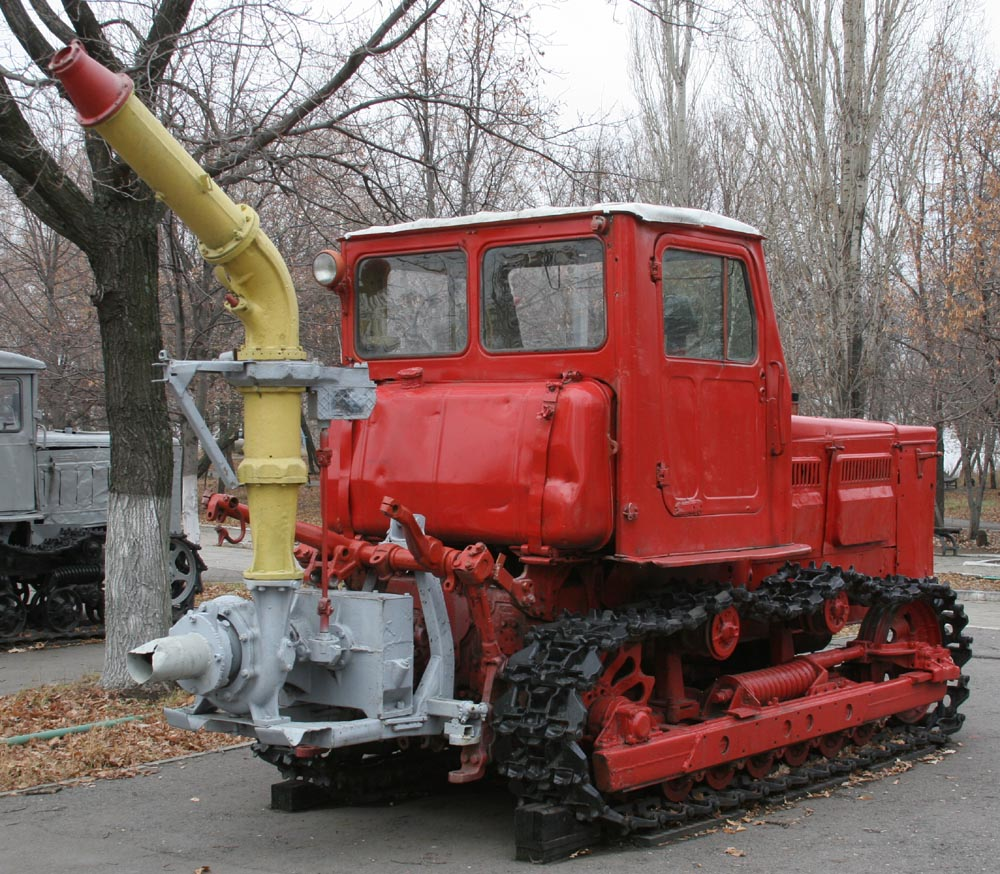
Навесная дальнеструйная дождевальная машина ДДН-100 на тракторе Т-4А.

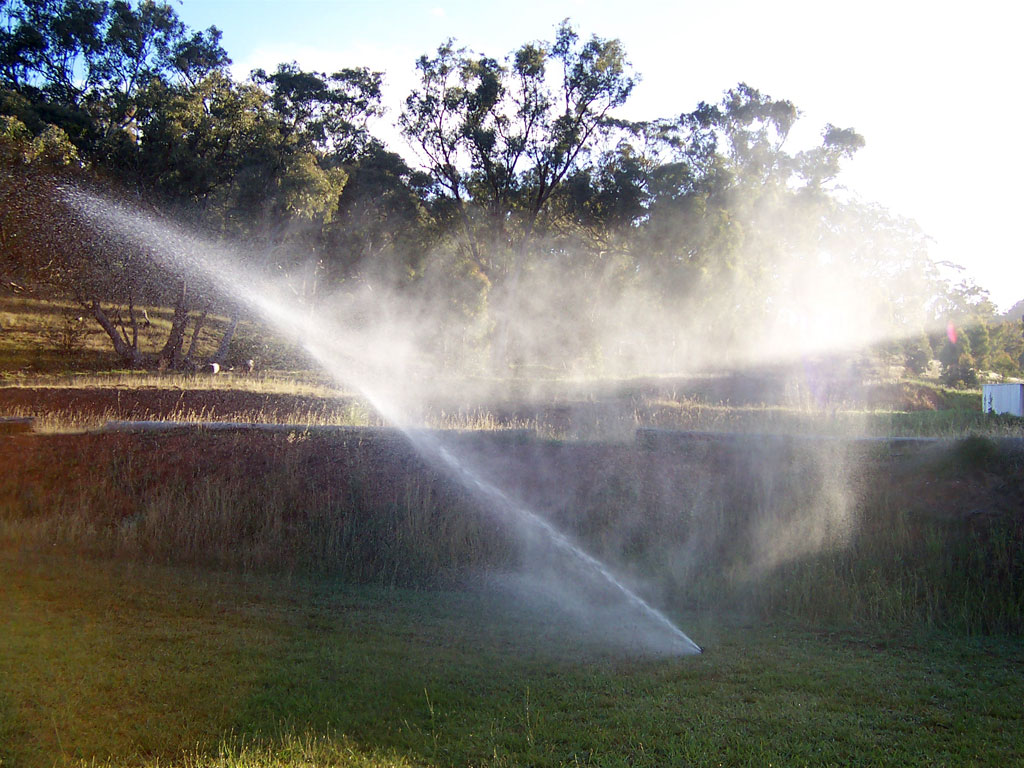
Опрыскиватель в действии

Промышленные опрыскиватели имеют более высокое давление воды и приводятся в движение шариковым приводом, зубчатой передачей или импульсным механизмом (импульсные оросители). Они могут быть предназначены для вращения по полному или частичному кругу.
В США самый распространённый вид промышленных опрыскивателей называется «rainguns» — «дождевые пистолеты». Они похожи на импульсные оросители. Главным их отличием является то, что они обычно работают при очень высоких давлениях от 40 до 130 фунтов/дюйм² (от 275 до 900 кПа) и расходах от 50 до 1200 галлонов США/мин (от 3 до 76 л/с), обычно с диаметрами шланга в диапазоне от 0,5 до 1,9 дюйма (от 10 до 50 мм).
Механизм многих опрыскивателей (разбрызгивателей) погружен в землю вместе с их поддерживающей сантехникой, хотя надземные и движущиеся разбрызгиватели также распространены в мире. Большинство оросительных разбрызгивателей работают с помощью электрической и гидравлической технологии и сгруппированы в зоны, которые регулируют, приводя в действие электромагнитный клапан.

### Домашние опрыскиватели
Домашние газонные опрыскиватели сильно различаются по размеру, стоимости и сложности. Они включают те же импульсные оросители, вибрационные опрыскиватели, капельные разбрызгиватели, подземные оросительные системы и переносные (портативные) опрыскиватели. Постоянно установленные системы могут часто работать с таймерами или другими автоматизированными процессами. Иногда они устанавливаются с убирающимися головками по эстетическим и практическим причинам, что снижает повреждения при стрижке газона. Эти типы систем обычно могут быть запрограммированы на автоматический запуск в установленное время и день недели.

#### Переносные оросители
Небольшие переносные разбрызгиватели могут быть временно размещены на газонах, если требуется дополнительный полив, или если нет постоянной системы опрыскивания. Они часто прикрепляются к наружному водопроводному крану и размещаются на короткий период времени. Другие системы могут быть профессионально установлены постоянно в земле и постоянно подключены к системе водоснабжения дома.

#### Маятниковые дождеватели
Маятниковые дождеватели также относятся к переносным домашним опрыскивателям. Они компактные и имеют прямое подключение к водопроводному шлангу через специальные соединительные муфты. Их отличительная особенность — это большая площадь полива благодаря инновационной маятниковой системе.

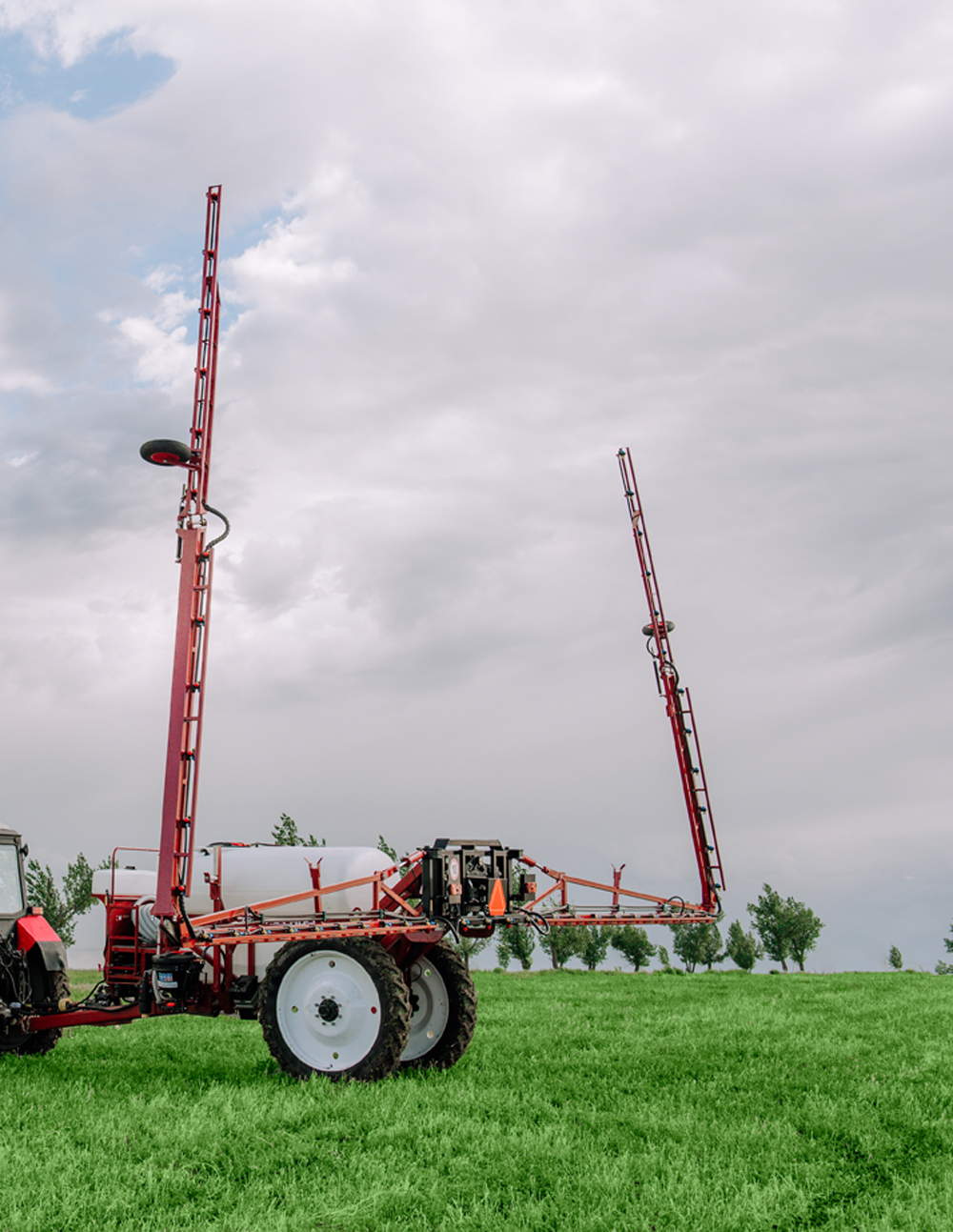
Опрыскиватель сельскохозяйственный прицепной TS3200 Satelite

### В сельском хозяйстве

Сельскохозяйственный опрыскиватель в Турции

Первое использование разбрызгивателей фермерами происходило в их огородах. Эти специальные системы, выполняющие работу с углубленными трубами и неподвижными головками, мешали выращиванию растений и были дорогостоящими в обслуживании.
В 1950-х годах фирма из Орегона — Стаут-Висса, расположенная в Портленде, разработала систему орошения с вращающейся трубой для ферм, которая стала наиболее популярным типом для фермеров, орошающих большие поля. С помощью этой системы большие колеса, прикрепленные к большим трубам с оросительными головками, медленно перемещаются по полю.
В 1950-х годах в Австралии использовался старинный ороситель, разработанный компанией Nomad под названием «тракторный разбрызгиватель». Давление воды гарантировало, что он медленно двигался по газону.
В современном сельском хозяйстве используются прицепные опрыскиватели, которые перемещаются по полю с помощью трактора. Они предназначены, в первую очередь, для распыления гербицидов и инсектицидов для защиты полей от сорняков  насекомых, а также удобрений для поддержки растений в вегетационный период.

## Подземные опрыскиватели
Подземные опрыскиватели функционируют посредством основных электронных и гидравлических технологий. При его активации соленоид, который находится на верхней части клапана, намагничивается, поднимая маленький поршень из нержавеющей стали в его центр. При этом активированный (или поднятый) поршень позволяет воздуху выходить из верхней части резиновой трубки, расположенной в центре клапана. Вода, которая находится на дне той же самой трубки, теперь имеет более высокое давление и поднимает её. Затем этой воде под давлением даётся выход вниз по потоку клапана через ряд труб, обычно сделанных из ПВХ (это коммерческие системы с более высоким давлением) или полиэтиленовых труб (для обычно жилых систем с более низким давлением). В конце этих труб (как правило) предварительно располагаются разбрызгиватели. Эти разбрызгиватели могут быть с фиксированными распылительными головками, которые имеют заданную зону полива и обычно распыляют на расстояние между 1,5-2 м (7-15 футов). Полностью вращающиеся разбрызгиватели могут распылять струю воды на расстояние от 6-12 м (20-40 футов). Небольшие капельные разбрызгиватели, которые выпускают медленно устойчивые капли воды на более тонкие растения, такие как цветы и кустарники, тоже могут иметь систему регулирования дальности разбрызгивания.

## Риск для здоровья
В 2017 году сообщалось, что использование обычных садовых шлангов в сочетании с распылительными насадками может привести к образованию аэрозолей, содержащих капли размером менее 10 мкм, которые могут вдыхаться находящимися поблизости людьми. Вода, застаивающаяся в шланге между использованиями оросителя, особенно когда она нагревается солнцем, может способствовать росту и взаимодействию легионелл и свободноживущих амеб (FLA) в виде биоплёнок на внутренней поверхности шланга. Установлено, что клинические случаи заболевания лихорадкой связаны с вдыханием аэрозолей из садового шланга, содержащих бактерии легионеллы. В некоторых отчетах об этих болезнях представлены измеренные микробные плотности, возникающие в результате контролируемых условий в шлангах, для количественной оценки рисков для здоровья человека.

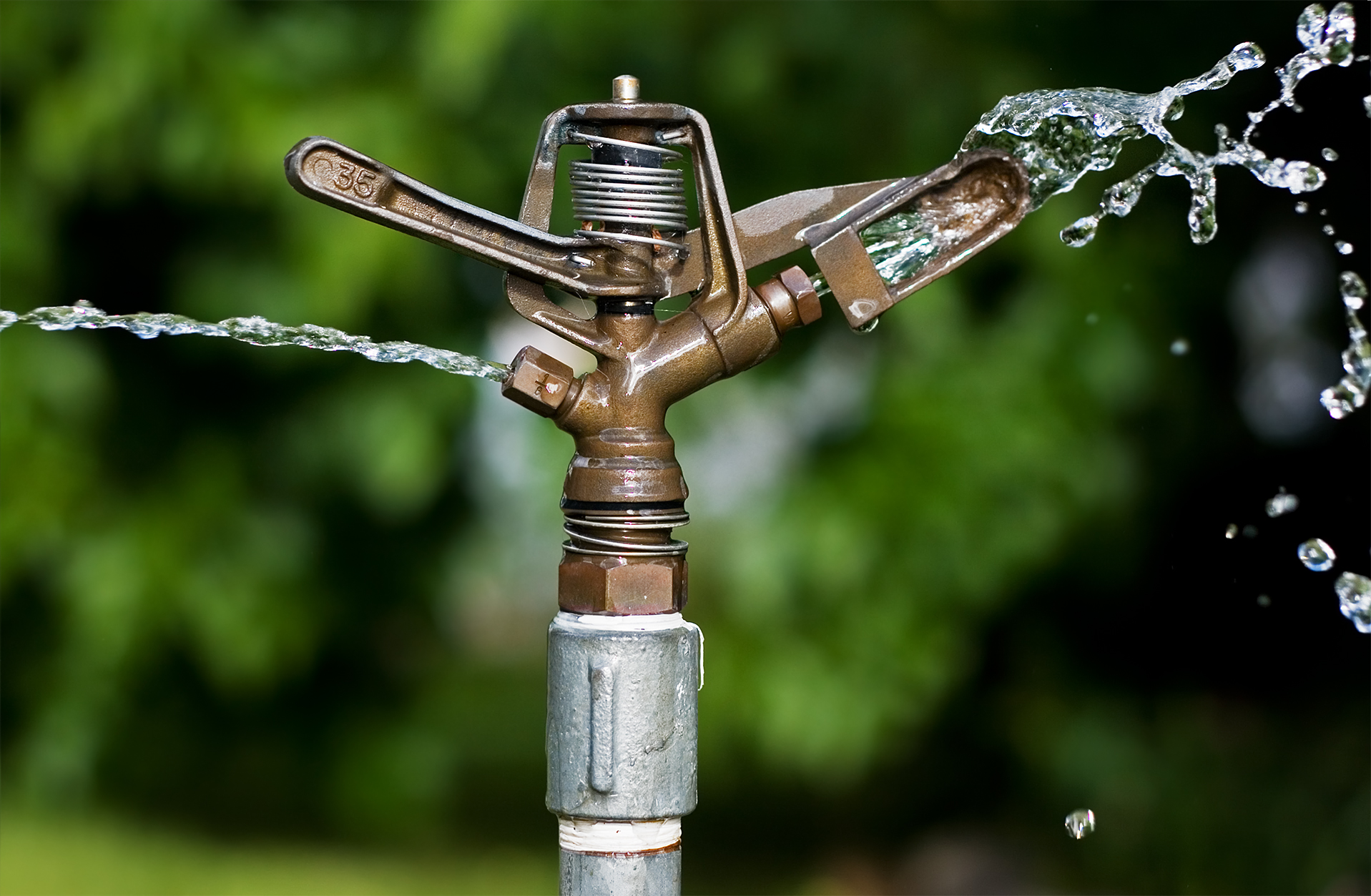
Головка опрыскивателя в действии

Применяются опрыскиватели как на небольших садовых участках, так и на достаточно больших участках. Кроме применения в сельском хозяйстве, опрыскиватели используют на стадионах для поливки газона.

## Примечания

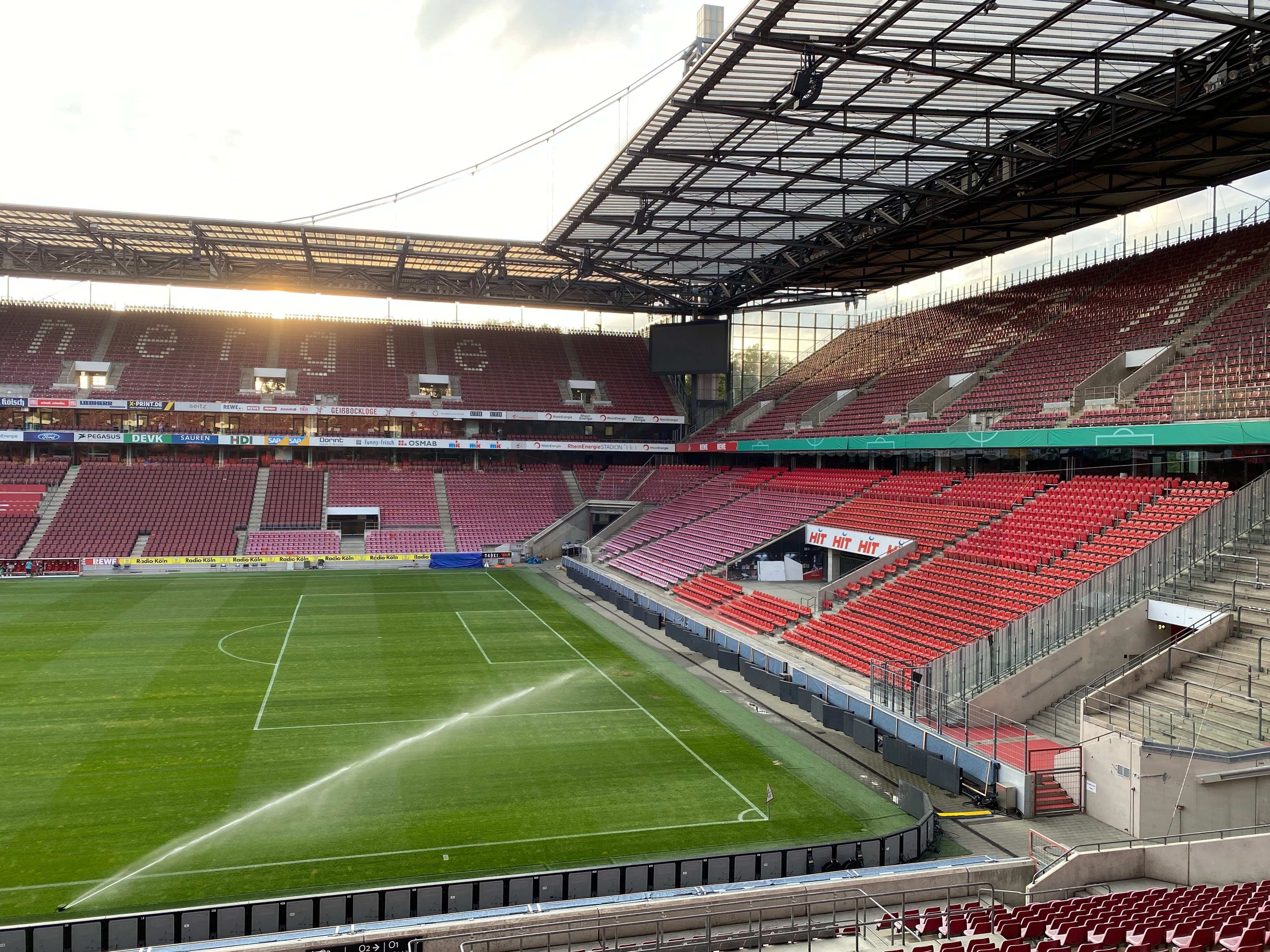
Стадионный дождеватель.